# Escuela de Economía de la Universidad de Gotemburgo
La Escuela de Economía de Gotemburgo o Facultad de Economía de la Universidad de Gotemburgo es una facultad dentro de la Universidad de Gotemburgo. Fue fundada en 1923 como una escuela superior privada y, entre 1961 y 1971, fue una escuela superior estatal independiente. El edificio principal se encuentra en la intersección de las calles Vasagatan y Sprängkullsgatan, y parte de sus actividades se llevan a cabo en Viktoriagatan 13.
La investigación en la Facultad de Economía es amplia y se lleva a cabo en cuatro departamentos y varios centros de investigación. La educación se imparte tanto a nivel de pregrado como de posgrado. La Facultad de Economía ha sido acreditada por EQUIS desde 2014, por AMBA desde 2014 y por AACSB desde 2016, siendo la primera escuela superior en Suecia en recibir la acreditación de estas tres organizaciones, conocida como la acreditación Triple Corona.
Desde el 1 de enero de 2013, la organización de la facultad incluye los departamentos de Economía y Sociedad, Administración de Empresas, Derecho y Economía con Estadística. También existen varios centros de investigación y actividades asociadas. Los programas de maestría son gestionados por la Escuela de Graduados. El Departamento de Informática, que fue parte de la Facultad de Economía desde mediados de la década de 1990 hasta 2006, ahora pertenece a la Facultad de Tecnología de la Información de la Universidad de Gotemburgo. La Facultad de Economía tiene alrededor de 160 universidades asociadas en todo el mundo, lo que permite a los estudiantes adquirir experiencia internacional a través de programas de intercambio.

## Historia

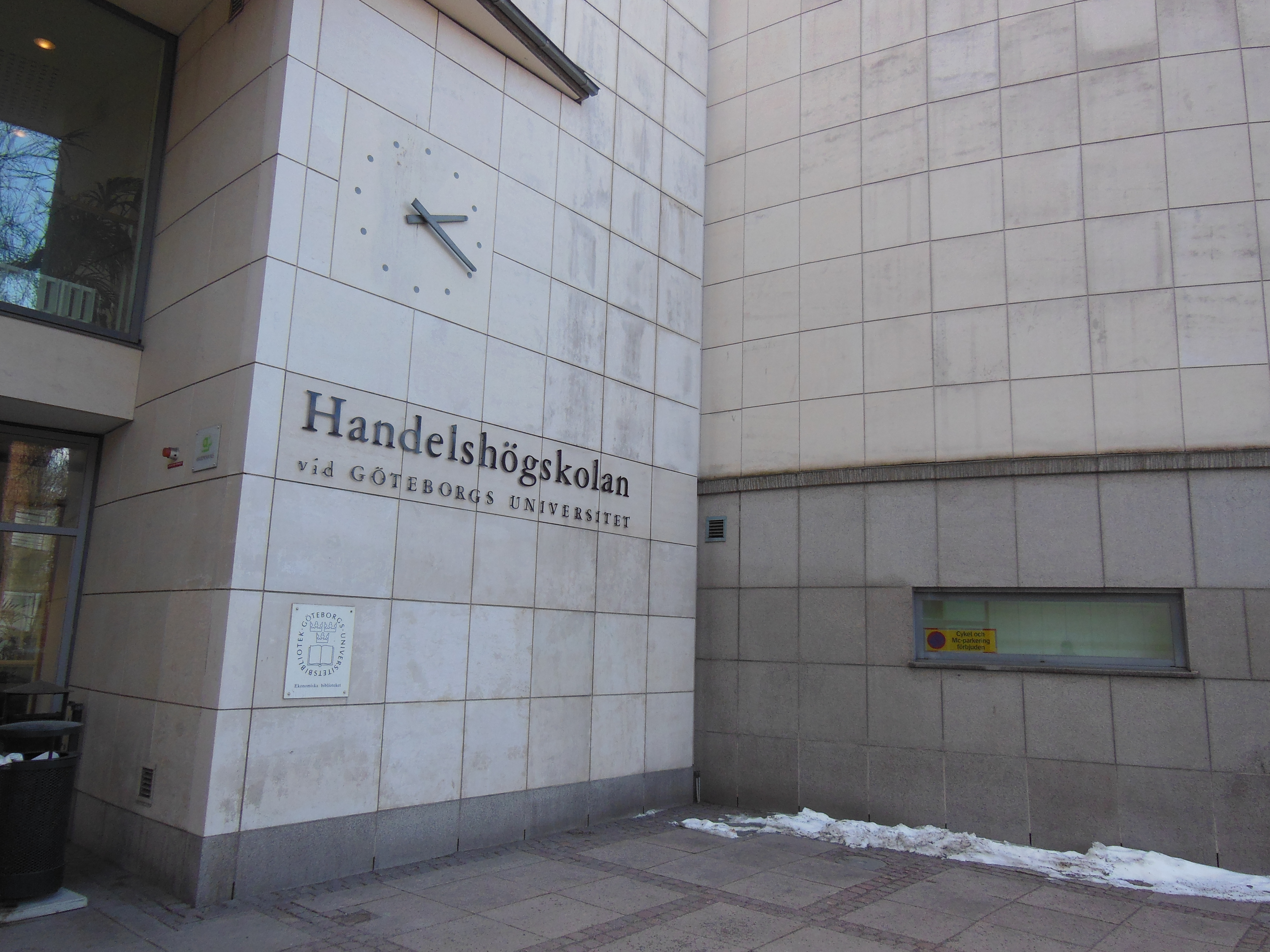
Entrada

La enseñanza comercial organizada en Gotemburgo se ha llevado a cabo desde el 30 de enero de 1826, cuando el Instituto de Comercio de Gotemburgo, el primero de su tipo en Suecia, comenzó sus actividades por iniciativa de la sociedad comercial de la ciudad, con su presidente, el mayorista Anders Georg Levgren, a la cabeza. Por encargo del gobierno, otro miembro de la sociedad, el mayorista Gustaf Ferdinand Hennig (1786-1853), elaboró una propuesta que fue aceptada. Con el apoyo financiero de Levgren y otros, que aportaron 1,000 riksdaler, el proyecto se pudo realizar. Las primeras instalaciones se alquilaron en la casa del hotelero Mathias Blom en la esquina de Södra Hamn- y Östra Larmgatorna, donde estaba el entonces Grand Hotel, y con una donación de 125,000 coronas del mayorista Peter Hammarberg, se construyó un nuevo edificio en Läroverksgatan 6 entre 1879 y 1881, diseñado por Adrian Crispin Petersson.
La cuestión de una educación comercial superior en Gotemburgo se había discutido desde el comité municipal de 1885, cuando la mitad de los miembros abogaron por establecer una escuela comercial superior, una "academia de comercio". Cuando August Röhss hizo su donación de 350,000 coronas el 29 de julio de 1901 para establecer cátedras en economía y otras disciplinas en el Colegio de Gotemburgo, expresó su deseo de "promover la educación mercantil en nuestro país" y subrayó "que al asignar estas cátedras se debería especificar que los titulares deberían, si se les solicitara, colaborar en la enseñanza en una eventual institución superior de formación mercantil en Gotemburgo".
En 1906, la Cámara de Comercio de Gotemburgo formó un comité para investigar la cuestión de una educación mercantil superior, y en mayo de 1910 se presentó una propuesta para establecer cursos de la escuela de comercio, destinados a "los jóvenes que ya han comenzado su carrera en el comercio". En 1914, el cónsul Johan Ekman donó 40,000 coronas a la Cámara de Comercio para establecer los llamados "cursos de la escuela de comercio", que comenzaron en el otoño de 1915. El objetivo de estos cursos era "principalmente proporcionar a los jóvenes que ya trabajaban en el comercio o en el mundo de los negocios la oportunidad de adquirir conocimientos más profundos sobre los fenómenos de la vida económica y una mayor capacidad para manejar los medios para una carrera exitosa en el comercio". La enseñanza consistía en conferencias y seminarios, y los temas incluían economía, geografía económica, técnicas comerciales, psicología empresarial, derecho y lenguas modernas. Los cursos fueron un gran éxito, y el debate sobre una "verdadera escuela de comercio" se reavivó.
En 1918, el cónsul August Kjellberg donó 135,000 coronas para este propósito bajo ciertas condiciones. Sin embargo, las donaciones decisivas llegaron en 1919, cuando el cónsul Johan Ekman y sus herederos donaron 500,000 coronas, y el consejo municipal de Gotemburgo aprobó una contribución de 500,000 coronas del fondo de donaciones de Wilh. Röhss. También se recibieron importantes donaciones de la Compañía de Seguros de Incendios y Vida Svea, el Banco de Gotemburgo, el cónsul general Adolf Bratt, el cónsul general y su esposa K. Lithman, el mayorista Axel Carlander, el comerciante Victor Lidell, el director Axel Adler, el fondo de Ernst von Sydow y la señora Hedvig Carlander.

## Fundación de la Escuela de Economía
La Cámara de Comercio de Gotemburgo presentó una propuesta de estatutos para la Escuela de Economía, que fueron aprobados por el Ayuntamiento de Gotemburgo. Posteriormente, se envió una solicitud de ratificación a Su Majestad Real, quien aprobó los estatutos el 15 de octubre de 1920. En el primer párrafo se estableció la misión principal de la escuela, descrita como:

“La Escuela de Economía de Gotemburgo tiene como misión promover el comercio y la industria de nuestro país a través de la enseñanza y la investigación científica.”
SFS 1920:721

La dirección de la escuela fue confiada a una junta con la siguiente composición:
- Presidente, designado por Su Majestad Real.
- Tres miembros designados por la Cámara de Comercio de Gotemburgo.
- Dos miembros designados por el Ayuntamiento de Gotemburgo.
- Un miembro en representación del profesorado de la Universidad de Gotemburgo.
- Un miembro designado por el Instituto de Comercio de Gotemburgo.

La primera junta de la Escuela de Economía se constituyó el 3 de febrero de 1921, y el 11 de septiembre de 1922 decidió declarar vacantes las cátedras de economía nacional y técnicas comerciales (administración de empresas). El 4 de junio de 1923, estos profesores fueron nombrados y sus nombramientos ratificados por Su Majestad Real. Con un rector designado y algunos profesores contratados temporalmente, la Escuela de Economía abrió el 1 de octubre de 1923.
Para ser admitido como estudiante en la Escuela de Economía en 1923, se requería haber aprobado el examen de bachillerato, haber sido alumno de otra universidad o del nivel superior del Instituto Chalmers, o tener un certificado de graduación aprobado de una escuela superior de comercio o de un instituto técnico elemental. También podían ser admitidos otros solicitantes que se consideraran cualificados. Los estudiantes que lo desearan podían realizar exámenes o, tras una evaluación especial en una o más materias, obtener un certificado de sus conocimientos demostrados. Una antigua denominación para una persona que había obtenido un título en economía era "diplomado de la Escuela de Economía de Gotemburgo" (DHG).
El principal responsable era el Ayuntamiento de Gotemburgo, que facilitó el edificio en Läroverksgatan 6, previamente utilizado por el Instituto de Comercio de Gotemburgo. Desde el principio, la Escuela de Economía estaba estrechamente vinculada a la Universidad de Gotemburgo; por ejemplo, un profesor de la universidad actuaba como rector y los profesores eran compartidos en parte. El número de estudiantes en el primer año fue de 11, superando los 100 en 1932 y los 500 en el semestre de otoño de 1959, de los cuales 17 eran mujeres.
En 1929, el Ayuntamiento decidió establecer una institución geográfica común para la Escuela de Economía y la Universidad de Gotemburgo. Los fondos para este propósito, 32,000 coronas, fueron proporcionados por el fondo de donaciones de Wilh. Röhss (1926). La Escuela de Economía recibió subvenciones estatales desde el año académico 1937-38, con una distribución de fondos en la que el estado pagaba dos tercios y la ciudad el tercio restante.
En 1948, después de establecer un fondo de construcción y recibir contribuciones de 56 donantes, este fondo ascendía a más de 2 millones de coronas, y en 1950 comenzó la construcción de un nuevo edificio en el cuartel 22 Husaren en Haga. Para el mobiliario del nuevo edificio, el Ayuntamiento de Gotemburgo asignó 250,000 coronas del fondo de distribución de Wilh. Röhss. Sin embargo, la construcción solo pudo llevarse a cabo gracias a que el comité de construcción solicitó a los donantes un 30% adicional sobre las donaciones previas debido al aumento de los costos de construcción.
El 21 de mayo de 1943, se graduaron por primera vez economistas de la Escuela de Economía, coincidiendo con el vigésimo aniversario de la escuela.
El 11 de noviembre de 1950, se realizó la primera defensa de tesis doctoral en la Escuela de Economía, cuando el lector Nils Västhagen defendió su disertación "Los conceptos de ingresos y gastos en la contabilidad administrativa y comercial".
Desde el final de la guerra hasta 1960, el número de estudiantes creció de 400 a 500, y en 1970 alcanzó los 1,543. Durante la Segunda Guerra Mundial, la Escuela de Economía obtuvo el derecho a otorgar licenciaturas, y en 1950 el derecho a realizar defensas de tesis.

## La Escuela de Economía se convierte en estatal
El 1 de julio de 1961, la Escuela de Economía se convirtió en una institución estatal tras negociaciones entre Su Majestad Real, el estado y la Escuela de Economía, aunque los representantes estatales deseaban una integración total con la Universidad de Gotemburgo. La escuela se integró con la facultad de ciencias sociales de la universidad el 1 de julio de 1971, y para entonces se habían graduado un total de 3,605 estudiantes.

## Edificios

### Sala de lectura de la biblioteca de economía

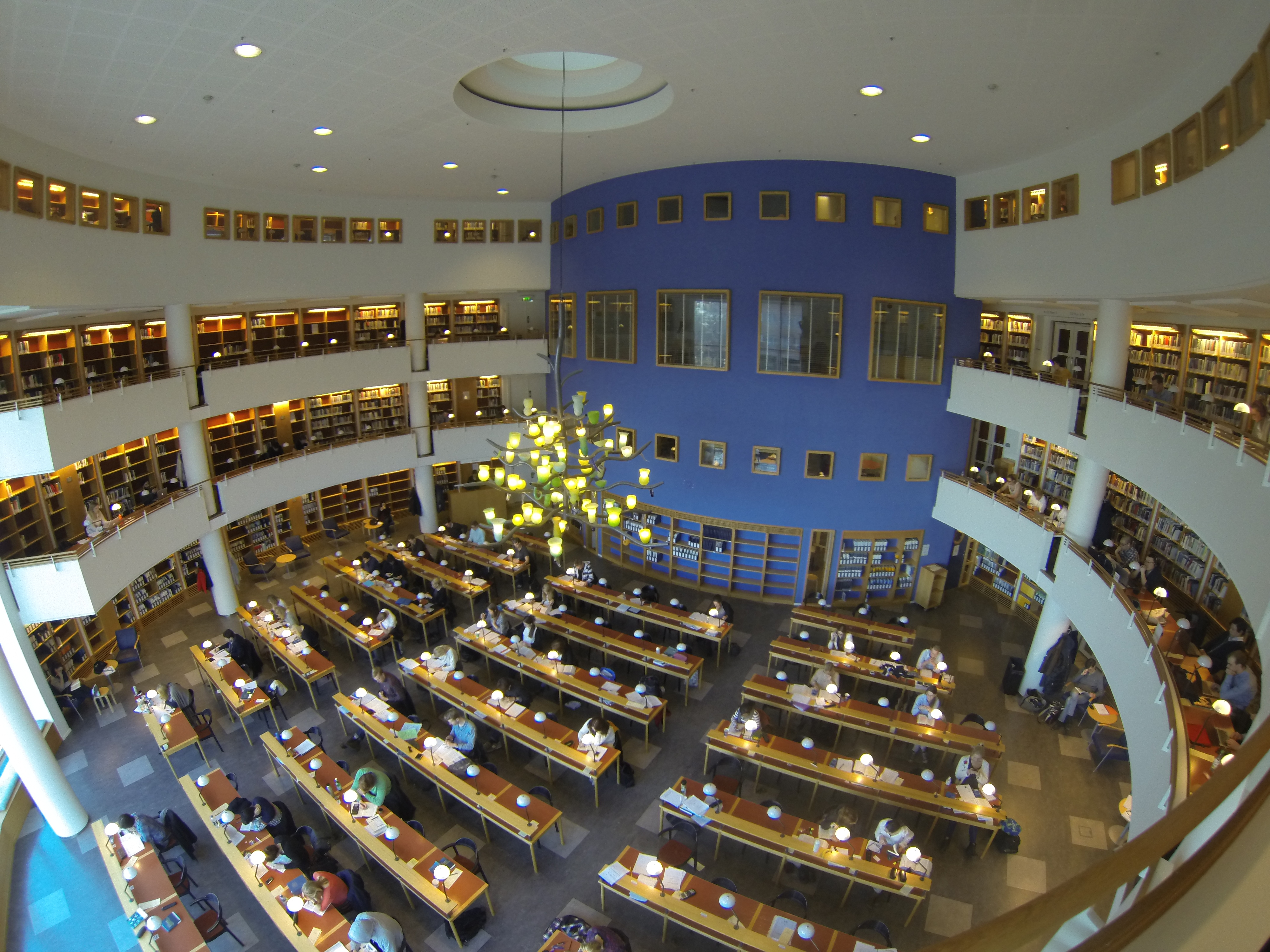
La sala de lectura de la biblioteca

El 2 de diciembre de 1938, la junta directiva de la Escuela de Economía solicitó al Ayuntamiento de Gotemburgo que abordara la cuestión de la ubicación de la escuela. Tras una investigación preliminar, la Cámara de Finanzas decidió el 8 de julio de 1941 formar una comisión para, en consulta con la junta directiva de la Escuela de Economía, presentar una propuesta. Basándose en sus recomendaciones, el departamento de arquitectura del Instituto de Tecnología de Chalmers, bajo la dirección del profesor Melchior Wernstedt, elaboró varios bocetos para un nuevo edificio para la escuela.
En marzo de 1944, la ciudad de Gotemburgo creó un comité para investigar qué terrenos estaban disponibles para instituciones públicas en Gotemburgo, incluida la Escuela de Economía. En una carta al Ayuntamiento el 12 de octubre de 1945, la junta directiva de la Escuela de Economía solicitó que el Ayuntamiento decidiera ceder gratuitamente la propiedad municipal n.º 8845 en el cuartel 22 Husaren, con las direcciones Vasagatan 3 y Haga Kyrkogata 1, como sitio para la construcción de un nuevo edificio. En su reunión del 21 de marzo de 1946, el Ayuntamiento decidió preliminarmente ceder el terreno solicitado. Después de que la nueva planificación urbana fuera aprobada por la gobernación el 26 de junio de 1950, se creó la nueva "parcela n.º 1 en el cuartel 22 Husaren", que medía 3,507 metros cuadrados. Este arreglo requirió la combinación de parte de la propiedad municipal n.º 8845 y parte de la propiedad municipal n.º 8844, lo que implicó que la escuela vecina, Göteborgs Högre Samskola, hiciera ciertas concesiones. La Samskola tuvo que ceder aproximadamente cuatro metros de su límite este para la expansión de la nueva construcción. Su vivienda para el conserje fue demolida, pero se reemplazó por una nueva en el terreno de la Escuela de Economía Doméstica Práctica, al sureste. Además, la entrada principal de la Samskola se trasladó a Lilla Bergsgatan, al sur. La Samskola fue compensada por su pérdida de terreno al recibir una "franja" de la propiedad de la asistencia social al sur.
A finales de 1945, Mary von Sydow donó a la Escuela de Economía, mediante una carta de donación fechada el 17 de diciembre, una suma en valores equivalente a 500,000 coronas, y a finales de 1947, el fondo para la construcción ascendía a 1,820,062 coronas. El 5 de junio de 1947 se elaboró un programa de concurso para el diseño del edificio, y al finalizar el plazo de presentación el 15 de noviembre de 1947, se habían recibido 75 propuestas. El jurado emitió su veredicto el 16 de febrero de 1948, otorgando el primer premio a una propuesta presentada bajo el lema "Pagina". La propuesta fue presentada por los arquitectos de Estocolmo Sture Ljungqvist y Carl Nyrén, y el contratista principal fue Olle Engkvist Byggnads AB. El motivo del premio decía, entre otras cosas:
“El concepto arquitectónico general es meritorio. La disposición de los edificios, que deja gran parte del terreno libre, es buena. Sin embargo, habría sido deseable que el edificio alto se hubiera retirado un poco de Vasagatan. La superficie abierta del terreno se divide por el edificio de la asociación estudiantil, creando un patio interno que puede aportar un gran valor de confort a todo el complejo, y una parte externa en conexión con la propiedad vecina para futuras ampliaciones. Desde la planta baja del edificio de la asociación estudiantil, la administración y la biblioteca son fácilmente accesibles, y desde el piso superior del edificio se puede organizar una comunicación directa con las salas de conferencias excelentemente ubicadas. La arquitectura está representada de manera sobria y simple, aunque algo austera.”
Para el mobiliario, el Ayuntamiento aprobó una asignación de 250,000 coronas del fondo de donaciones de Wilh. Röhss en 1948. La construcción comenzó en noviembre de 1950. Al planificar el área, se estimó espacio para aproximadamente 300 bicicletas de los estudiantes y 15 automóviles, de los cuales 5 en un garaje calefaccionado.
El 24 de octubre de 1952, el príncipe Bertil inauguró el nuevo edificio de la Escuela de Economía de Gotemburgo, ubicado en el antiguo terreno de la Fundación Lindström en Vasagatan 3/Haga Kyrkogata 1. En su discurso inaugural, el príncipe dijo, entre otras cosas: “Estoy convencido de que la Escuela de Economía de Gotemburgo cumple con todas las exigencias de educación superior en economía nacional, entre otras, que se pueden esperar de una institución de este tipo, y para mí, que tengo un gran interés en la industria y el comercio de nuestro país, es una especial alegría estar aquí hoy”, y también “Gotemburgo es principalmente una ciudad de comercio y negocios. Sin embargo, se comprende bien la idea de ubicar aquí una escuela superior. Es más notable que hombres visionarios ya hace más de medio siglo comprendieran claramente esto.”

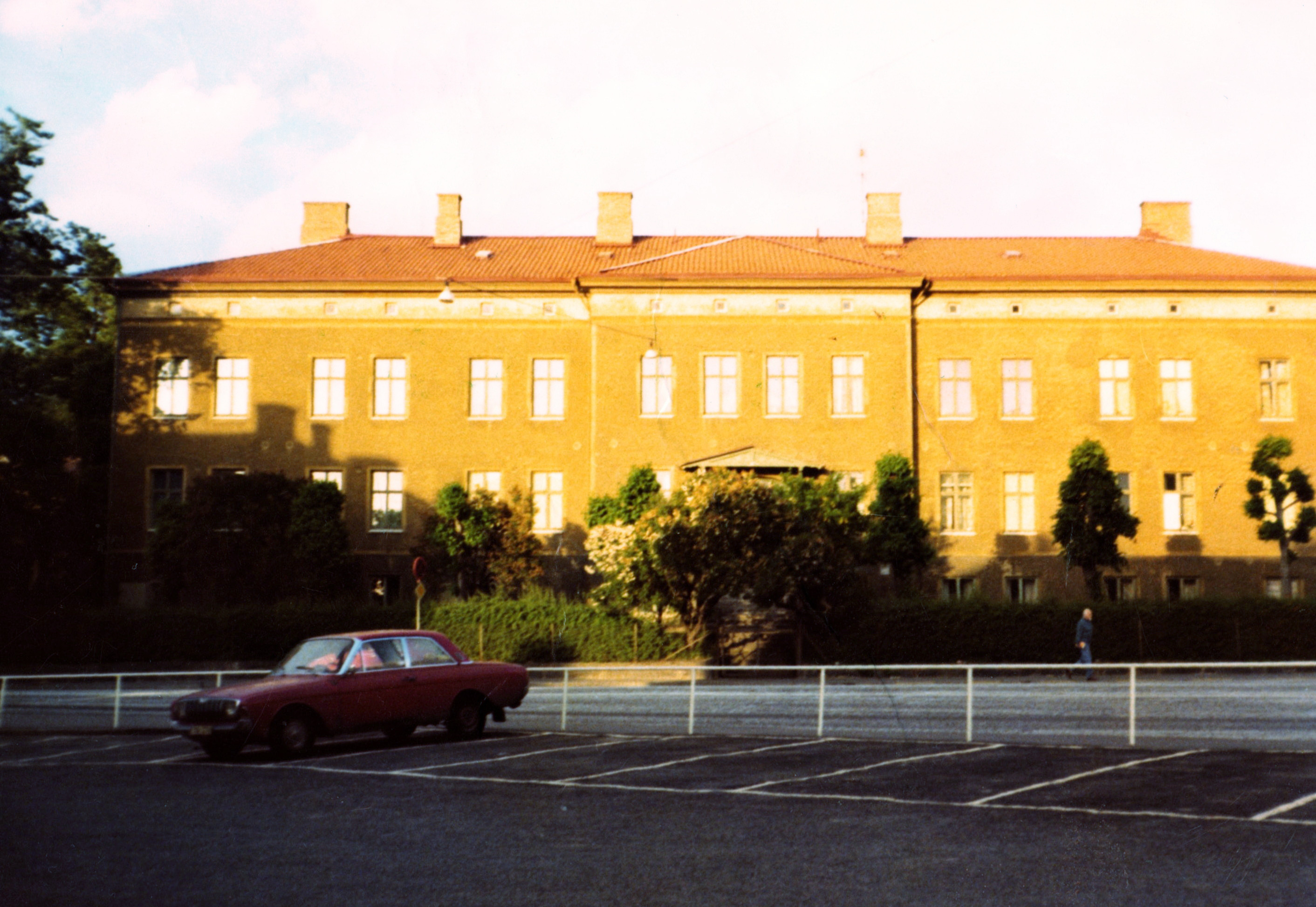
Edificio de Sprängkullshemmet en 1976, demolido para dar lugar a la ampliación de la Escuela de Economía.

El edificio de ocho plantas fue construido según los planos de los arquitectos Sture Ljungqvist y Carl Nyrén. En el terreno se encontraba anteriormente el hogar "Pauvres Honteux" diseñado por Victor von Gegerfelt, que fue demolido en 1950. La fundación se trasladó el 1 de diciembre de 1942 a un nuevo edificio en Oxhagsgatan 54 en Kungsladugård. Los costos de la nueva construcción ascendieron a aproximadamente 4.3 millones de coronas, financiados por donaciones de individuos y empresas. La ampliación realizada por Erséus, Frenning & Sjögren Arkitekter en 1994-95 incluyó salas de conferencias, la biblioteca económica y locales de la asociación estudiantil, organizados alrededor del vestíbulo acristalado hacia el patio interior. Los materiales utilizados son ladrillo, conectado al suelo con un zócalo de piedra inclinada. En el edificio alto se destacan el mármol y el vidrio verde en las peanas. La ampliación consiste, al igual que el edificio anterior, en cuerpos de edificios alrededor de un patio interior, conectados por corredores acristalados. Las fachadas están hechas de piedra caliza búlgara, el zócalo de granito, y las ventanas y trabajos en chapa de zinc. La ampliación recibió el premio Kasper Salin en 1995 y el premio a la mejor construcción en Gotemburgo del fondo Per y Alma Olsson en 1996.
En junio de 2009 comenzó otra ampliación, esta vez en el patio interior. El mismo arquitecto que diseñó el edificio en 1995, Peter Erséus, está detrás del nuevo edificio. Las ampliaciones se realizaron con el objetivo de mantener el patio abierto y generoso. Por ello, se construyeron tres nuevas alas bajas integradas en el suelo, en forma de E, con techos cubiertos de esteras de sedum y fachadas de piedra natural y vidrio. La mudanza se completó en junio de 2010.
En enero de 2020 comenzó la demolición del edificio de ladrillo.